# Calle de Muro
La calle de Muro es una vía urbana de la ciudad de Valladolid, España.

## Descripción
Aparece descrita en Las calles de Valladolid de Juan Agapito y Revilla de la siguiente manera:

Al abrirse las calles entre el Esgueva y la acera de Recoletos, de que se ha tratado en otros apuntes, se dio el nombre de «calle de la Democracia» a la que, teniendo el mismo principio y salida que la de Gamazo, está a su izquierda, quebrada, como se hizo para aprovechar terreno que vender para la edificación. La gran parte de esta calle fue cedida de la fábrica de tejidos que titulaban «del callejón de los toros», en la cual tenía una representación importante Don José Semprún.

Al poco tiempo, se le varió el nombre y se le dio el de «calle de Muro», y se trasladó a la de Muro, en la calle de Gondomar, el rótulo de la «de la Democracia», como en esta se dijo.

El de «calle de Muro» fue en recuerdo del gran vallisoletano Don José Muro y López-Salgado, ministro de Estado en la primera República española, persona muy estimada de todos y a la que guardé siempre gran respeto, por haber sido catedrático mío de Historia en el Instituto de Valladolid. No hay para qué hacer la biografía de Don José, sino recordar solamente que nació en nuestra ciudad, en el lugar que ya se dijo, el día 21 de diciembre de 1842, fue nombrado hijo predilecto de la misma el 27 de junio de 1894, en cuyo día se acordó poner el rótulo actual de la calle y falleció en Madrid en 1907. Fue tan popularísimo en Valladolid como respetado y querido de sus paisanos.